# Mesocco (krets)
Mesocco (tyska Misox) är en krets i det italienskspråkiga distriktet Moesa i den schweiziska kantonen Graubünden.

## Geografi

### Indelning
Mesocco är indelat i tre kommuner:
| Kommun   | Invånare 2013-12-31 | Yta i km² |
| -------- | ------------------- | --------- |
| Lostallo | 735                 | 50,91     |
| Mesocco  | 1 297               | 164,76    |
| Soazza   | 361                 | 46,37     |
| Totalt   | 2 393               | 262,04    |